# Sutrio
Sutrio (in friulano Sudri) è un comune italiano di 1 201 abitanti del Friuli-Venezia Giulia. Fa parte del club dei borghi autentici d'Italia.

## Geografia fisica
Il Comune di Sutrio sorge a 570 m s.l.m. nella valle del But, in Carnia, alla destra del fiume. Oltre al capoluogo il comune conta le due frazioni storiche Nojaris, Priola, che insieme componevano le terre di una importante Contea con oltre 1000 anni di storia. Infatti le frazioni di Peregula et Noiara sono menzionate fin dal 1176 in un documento in cui il papa Alessandro III dona queste terre al patriarca di Aquileia. Dall'aprile 2009 vi rientra la nuova frazione Zoncolan, località conosciuta a livello mondiale per essere la salita più dura d'Europa per il ciclismo e comprensorio sciistico.

## Storia

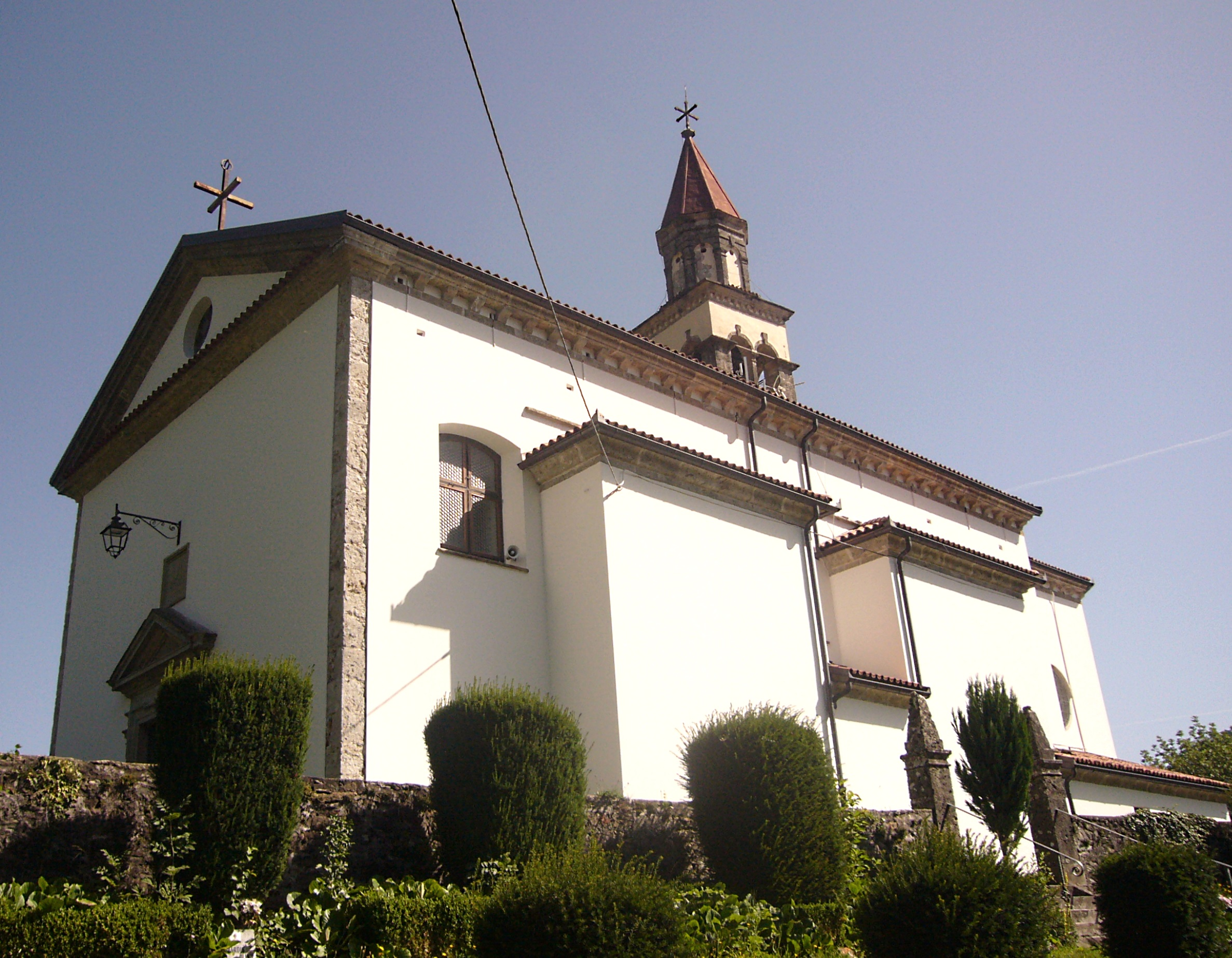
La chiesa di Ognissanti

Sutrio è con ogni probabilità uno degli insediamenti umani più antichi di tutta la Carnia (alcuni studiosi rimandano il suo nome alla Sutri laziale), ma il suo nome compare per la prima volta in un documento solo nel 1300. Nella tradizione popolare rimane il ricordo di un castello medioevale che doveva sorgere sul colle di Ognissanti, dove oggi si trova la chiesa di Ognissanti, edificata all'inizio del XIX secolo dall'architetto Francesco Schiavi di Tolmezzo, con l'antico campanile seicentesco di una precedente chiesa. Alcuni scavi all'interno delle pareti sud del colle hanno portato alla luce frammenti di capitelli e anelli di ancoraggio di ferro.

### Simboli
Lo stemma e il gonfalone sono stati concessi con regio decreto del 7 maggio 1942.
Il gonfalone è un drappo partito di bianco e di rosso.

## Società

### Evoluzione demografica
Abitanti censiti

### Lingue e dialetti
A Sutrio, accanto alla lingua italiana, la popolazione utilizza la lingua friulana. Ai sensi della Deliberazione n. 2680 del 3 agosto 2001 della Giunta della Regione autonoma Friuli-Venezia Giulia, il Comune è inserito nell'ambito territoriale di tutela della lingua friulana ai fini della applicazione della legge 482/99, della legge regionale 15/96 e della legge regionale 29/2007.
La lingua friulana che si parla a Sutrio rientra fra le varianti appartenenti al friulano carnico.

## Cultura

### Eventi
- Borghi e presepi (da Natale all'Epifania)

Rassegna di presepi artigianali ambientata nei borghi di Sutrio lungo un percorso alla riscoperta di cortili, loggiati e cantine delle case più caratteristiche.
All'interno di questa manifestazione vari eventi, tra cui concerti, la rappresentazione del presepe vivente e la possibilità di assistere alla lavorazione del legno nelle botteghe artigianali. Visibile, come nel resto dell'anno, il presepe animato di Teno, cuore della manifestazione costruito in oltre 30 anni di lavoro dal grande maestro artigiano di Sutrio Gaudenzio Straulino.
- Fasìn la mede - festa del fieno (ultima domenica di luglio)

Si rievocano i lavori della fienagione sul Monte Zoncolan: i “setors” (gli uomini) falciano l'erba e “las vores” (le donne) costruiscono “las Medes” (grandi covoni di fieno). Si mangia nei tradizionali stavoli ed i vari angoli di degustazione formano un percorso gastronomico - naturalistico. Una giornata all'aria aperta a 1.200 metri in un clima gioioso e festoso in cui la tradizione del lavoro del fieno si mescola alla creatività delle sculture col fieno.
- Magia del legno (prima domenica di settembre)

Nei borghi del paese viene rappresentata la lavorazione del legno in tutte le sue forme e curiosità. Accanto ai mariti intagliatori e scultori trovano posto le mogli con i loro lavori di ricamo e cucito. Si mangia nei cortili e si fa festa nelle vecchie cucine. Negli angoli caratteristici del paese si potrà sentire una fisarmonica che suona o un gruppo che canta per allietare la giornata.
- Farine de Flor

## Economia

### Turismo
Frequentata località di villeggiatura estiva, grazie all'importante polo sciistico del Monte Zoncolan, Sutrio è diventata, con la vicina Ravascletto, anche centro di sport invernali. Dal paese, tramite una comoda strada, si raggiunge il Rifugio Moro (1.320 m) da dove partono gli impianti di risalita per le vette dello Zoncolan (1.750 m) e Tamai (1.970 m).
Dall'agosto 2007, Sutrio è diventato il primo comune delle Alpi Orientali ad essere dotato di una rete Wi-Fi per l'accesso ad Internet.

## Sport
Il 22 maggio 2003 la 12ª tappa del Giro d'Italia 2003 si è conclusa al Monte Zoncolan, cima affrontata per la prima volta nella storia della corsa, con la vittoria di Gilberto Simoni. Nel 2006, in occasione dei 30 anni dal Terremoto del Friuli, si sarebbe dovuta svolgere una nuova tappa con arrivo sullo Zoncolan dal versante di Ovaro, a detta di tutti molto più impegnativo per gli atleti.
La tappa è stata invece percorsa nell'edizione 2007 del giro, precisamente il 30 maggio, tappa in cui peraltro Gilberto Simoni si è riconfermato vincitore. Il giro è ritornato sullo Zoncolan, sempre dal versante di Ovaro, il 23 maggio 2010 (vincitore Ivan Basso), il 21 maggio 2011 (vincitore Igor Antón), il 31 maggio 2014 (vincitore Michael Rogers) ed il 19 maggio 2018 (vincitore Chris Froome).

## Galleria d'immagini

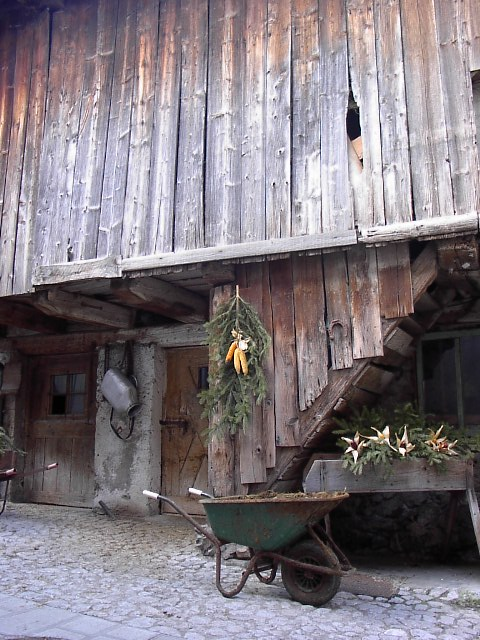
Scorcio del paese
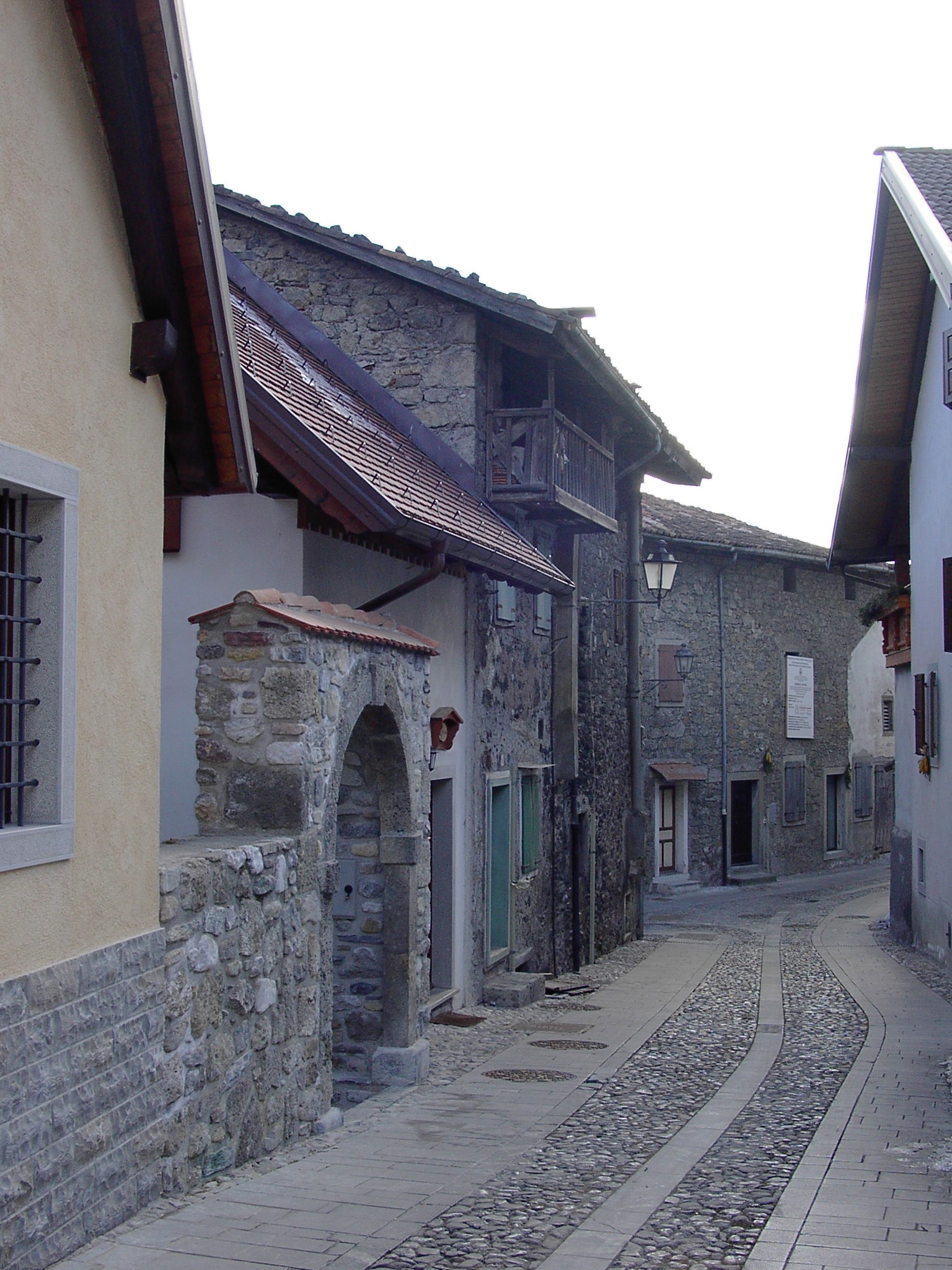
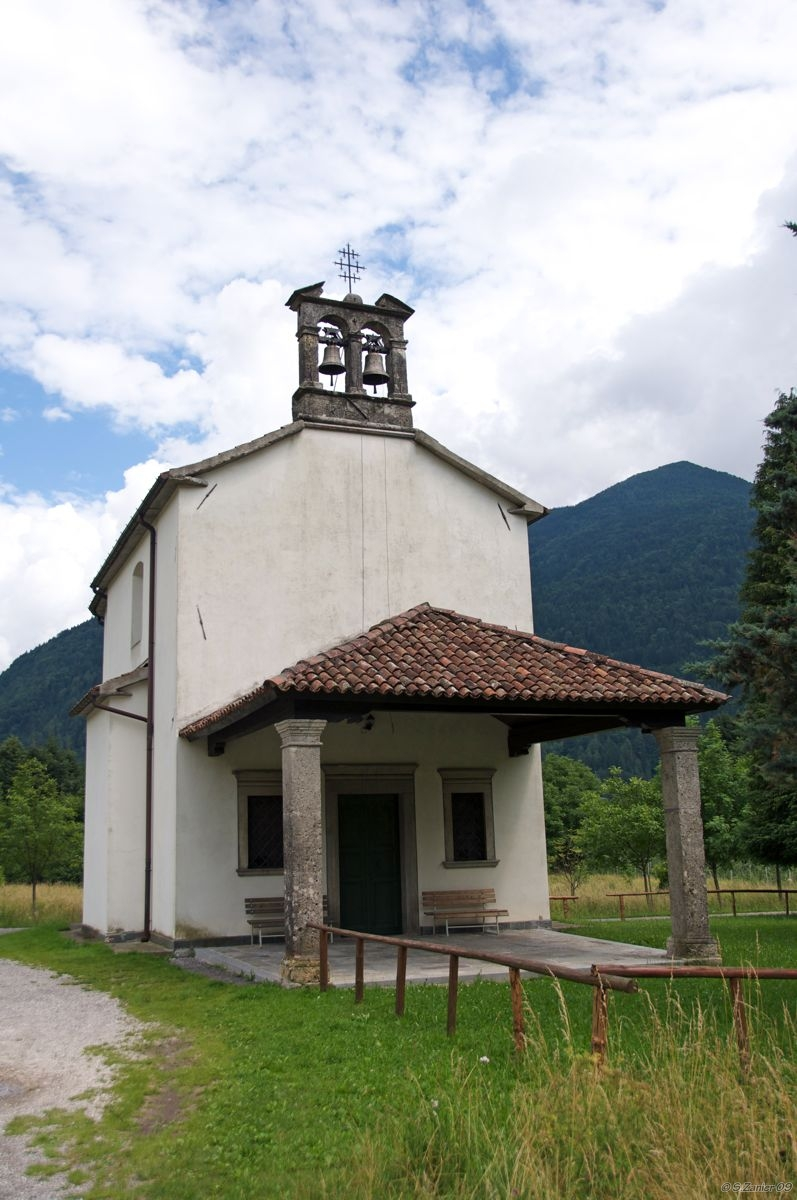
Chiesetta di San Nicolò